# Évian-les-Bains
Évian-les-Bains este o comună în departamentul Haute-Savoie din sud-estul Franței. În 2009 avea o populație de 8.139 de locuitori.

## Personalități născute aici
- Hugo Nys (n. 1991), tenismen.

## Evoluția populației
| An        | 1975  | 1982  | 1990  | 1999  | 2006  | 2009  |
| --------- | ----- | ----- | ----- | ----- | ----- | ----- |
| Populație | 6.026 | 6.018 | 6.895 | 7.273 | 7.797 | 8.139 |